# Джамиль, Фатулла
Фатулла Джамиль (англ. Fathulla (Fatuhullah) Jameel; 5 сентября 1942 — 1 марта 2012, Сингапур) — министр иностранных дел Мальдив (1978—2005).

## Биография
Родился в семье будущего министра юстиции и генерального прокурора Мухаммада Джамиля Дили. Получил образование в области философии и исламской теологии в каирском университете Аль-Азхар, получив в 1967 г. диплом бакалавра искусств. Затем окончил магистратуру еще одного каирского Университета Айн-Шамс. В 1974 г. окончил курс по международным отношениям при МИД Австралии.
- 1969—1973 гг. — учитель школы Majeediyya School,
- 1973—1976 гг. — заместитель статс-секретаря министерства иностранных дел по вопросам международных организаций и иностранной помощи,
- 1975 г. — и. о. заместителя статс-секретаря в Министерстве транспорта,
- 1976—1977 гг. — заместитель министра иностранных дел,
- 1977—1978 гг. — постоянный представитель в ООН,
- 1978—2005 гг. — министр иностранных дел Мальдивских островов,
- 1982—1983 и 1990—1991 гг. — министр планирования и защиты окружающей среды (по совместительству),
- с 1989 г. — один из назначаемых президентом членов парламента,
- с 2005 г. — специальный советник президента Мальдив.

В 2008 г. президент Момун Абдул Гаюм присвоил ему звание старшего министра.